# Alster Rapid
Die Alster Rapid (ab 1995 Arneb und ab 2002 Atlantic Osprey) war ein zuletzt unter britischer Flagge fahrendes RoRo-Schiff des Sietas Typs 136, von dem nur ein Schiff gebaut wurde. Es wurde ab 2002 auch zum Transport von nuklearem Material genutzt, wobei es mehrfach zum Transport von MOX-Brennelementen nach Deutschland zum Einsatz kam.

## Geschichte

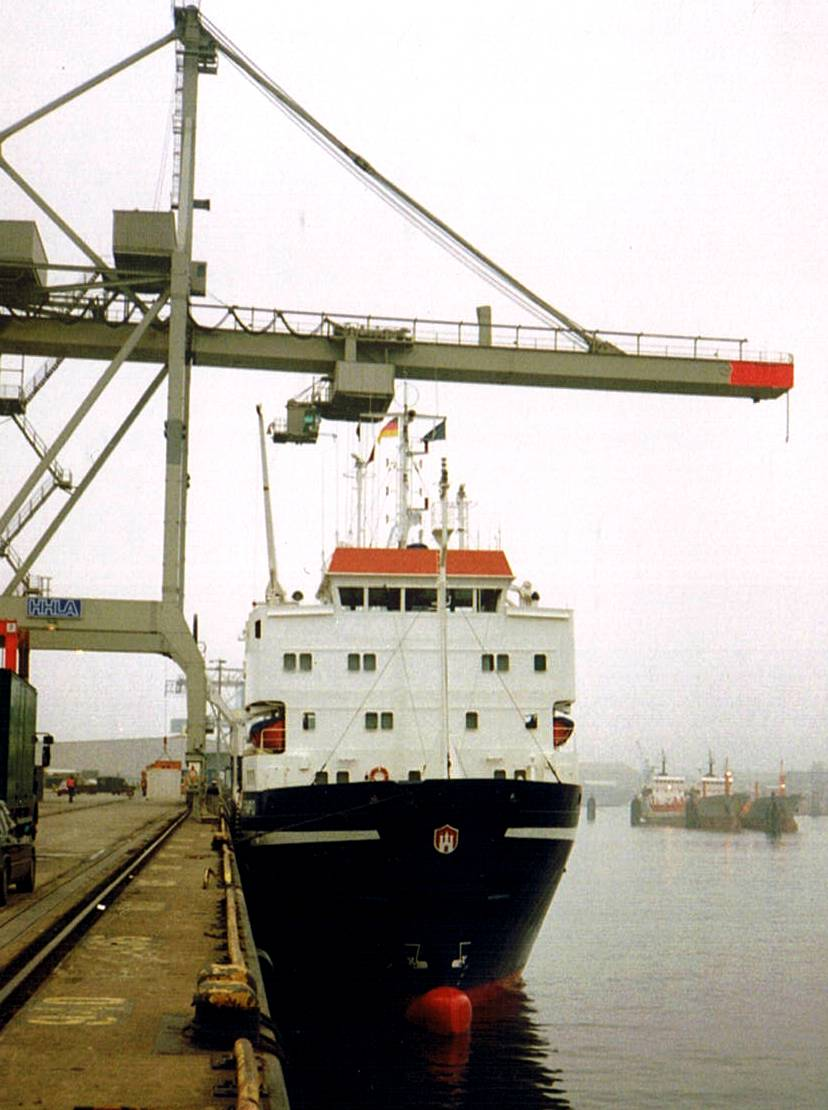
Alster Rapid

Das Schiff wurde 1986 mit der Baunummer 978 auf der Sietas-Werft in Hamburg-Neuenfelde für das Hamburger Unternehmen Thien & Heyenga gebaut und am 24. Juni 1986 ausgeliefert. Es wurde als Alster Rapid unter deutscher Flagge mit Heimathafen Hamburg in Dienst gestellt und für die Washbay-Linie im Liniendienst nach King’s Lynn eingesetzt. In erster Linie transportierte die Alster Rapid Neufahrzeuge des tschechischen Automobilherstellers Škoda. Nachdem Škoda 1992 vom Volkswagen-Konzern übernommen worden war, verlor die Washbay-Line ihren Hauptkunden und ging 1994 Konkurs. Am 16. November 1994 wurde das Schiff in Rotterdam versteigert und 1995 als Arneb von der Argo Reederei weiterhin unter deutscher Flagge eingesetzt.
Später wurde das Schiff an das britische Unternehmen Nuclear Decommissioning Services Ltd. verkauft, das es für den Transport von nuklearem Material umrüsten ließ. Betrieben wurde das seit 2002 unter dem Namen Atlantic Osprey fahrende Schiff von International Nuclear Services (INS). INS ist das weltweit führende Unternehmen für den Schiffstransport von radioaktivem Material. 
Die Atlantic Osprey war nach dem Umbau für den Transport von nuklearem Material nach dem INF-Code der IMO ausgelegt. Sie war nach INF2 klassifiziert, der zweithöchsten Gefahrenklasse. Eingesetzt wurde es in erster Linie zwischen dem Vereinigten Königreich und europäischen Häfen für den Transport von Brennelementen, darunter auch MOX-Brennelemente, und anderem nuklearen Material von und zu der britischen Nuklearanlage Sellafield sowie im Rahmen der Global Threat Reduction Initiative (GTRI), deren Ziel es ist, risikoreiche nukleare und radiologische Materialien auf der ganzen Welt zu ermitteln und zu sichern. Britische und auch deutsche Umweltschützer zweifelten an der Eignung des Schiffes für derartige Transporte aufgrund von Sicherheitsmängeln.
Das Schiff wurde im August 2014 außer Dienst gestellt und zur Verschrottung nach Swansea (Wales) geschleppt, wo im Anschluss der Abbruch erfolgte.

## Technische Daten und Ausstattung
Das Schiff wurde als RoRo-Schiff gebaut, das zusätzlich über einen mit Lukendeckeln versehenen Laderaum verfügte, so dass es auch mit Kranen be- und entladen werden konnte (LoRo-Schiff). Der Laderaum befand sich zwischen den vorne angeordneten Decksaufbauten und der achteren RoRo-Rampe. Das Schiff besaß eine hohe Bordwand, so dass es auch mit offenen Luken fahren konnte, ohne dass überkommendes Wasser in die Laderäume eindrang. Dadurch war auch der Transport von besonders hohen Ladungen möglich.
Der Schiffsrumpf war eisverstärkt und für eine Eisdicke von 40 Zentimeter ausgelegt (Eisklasse E1).